# 道の駅神話の里 白うさぎ

道の駅入口にある「大国主命と因幡の白うさぎ」像

道の駅神話の里 白うさぎ（みちのえき しんわのさと しろうさぎ）は、鳥取県鳥取市白兎（はくと）にある国道9号の道の駅である。

## 概要
日本神話「因幡の白兎」（いなばのしろうさぎ）の伝説の地に位置し、国土交通省（駐車場・トイレ・休憩所・情報コーナー）および鳥取市（その他の施設）が所有する施設を有限会社むらかみ（ぎんりんグループ）が指定管理者として運営管理を行っている。

## 沿革
- 2005年（平成17年）8月10日 - 道の駅に登録される。
- 2015年（平成27年）1月30日 - 「神話「因幡の白うさぎ」や山陰海岸ジオパークなど歴史・自然の観光を展開」を理由として、重点「道の駅」に選定される[2]。

## 施設
- 駐車場：132台
  - 普通車：116台
  - 大型車：13台
  - 身障者用：3台
- トイレ
  - 男：大 3器・小 9器
  - 女：13器
  - 身障者用：1器
- 公衆電話：1台
- レストラン
  - おさかなダイニング「ぎんりん亭」（平日11:00 - Lo.15:00、土日祝11:00 - Lo.16:00）
- 喫茶・コンビニ
  - 「すなば珈琲」（10:00 - 17:00）
  - 「白うさぎのパン屋」（売店と同じ）
  - 「ヤマザキショップ」（売店と同じ）
- 売店（8:00 - 19:00、12/3～2/28は8:30 - 18:00）
- 休憩所
- 情報コーナー (24H)
- 授乳室（9:00 - 18:00)
- 自動販売機
- 展望台
- 公衆無線LAN

## 休館日
- 年中無休

## 交通アクセス
- 国道9号 - 登録路線

（近くに、鳥取県道258号御熊白兎線）

### バス停留所
バス停留所は道の駅前の国道9号沿いに白兎神社前（はくとじんじゃまえ）バス停がある。
乗り入れるバス・タクシー会社
- 日ノ丸自動車（日ノ丸バス）

2021年10月1日より路線番号（行先番号）を変更した。なお、鳥取駅行についても同一番号となる。
| のりば   | 路線番号     | 会社名     | 行先・方面など                                     | 備考 |
| -------- | ------------ | ---------- | -------------------------------------------------- | ---- |
| 道の駅側 | 41・41H・41Z | 日ノ丸バス | （浜村駅経由）鹿野営業所                           |      |
| 反対側   | 41           | 日ノ丸バス | （湖山・相生町・湯所経由）鳥取駅                   |      |
| 反対側   | 41H          | 日ノ丸バス | （鳥取医療センター・湖山・相生町・湯所経由）鳥取駅 |      |
| 反対側   | 41Z          | 日ノ丸バス | （湖山・中央病院・相生町・湯所経由）鳥取駅         |      |

## 周辺
- 鳥取砂丘
- 白兎神社
- 白兎海岸